# Vidas Ejemplares (Editorial Novaro)
Vidas Ejemplares fue una revista de historietas publicada por SEA/Editorial Novaro desde 1954, con 416 números ordinarios y 14 extraordinarios. Presentaba biografías de destacadas personalidades del cristianismo.

## Creación y trayectoria editorial
Tras un número extraordinario titulado Vida y amores de Jorge Negrete (03/1954), Novaro lanzó con Vidas Ejemplares una serie de cómics de producción autóctona y finalidad didáctica que venían a completar el resto de sus colecciones, compuestas mayormente de traducciones de material estadounidense de evasión. La primera hornada de estas revista didácticas incluyó Vidas Ilustres (1956), Leyendas de América (1956), Tesoro de Cuentos Clásicos (1957), Aventuras de la vida real (1957), Epopeya (1958) y Lectura para Todos (1959).

## Números publicados

### Serie Regular
| Año   | N.º | Publicación | Título                                                                                          | Adaptación literaria  | Realización artística                            | Portada/Contraportada                  | Reediciones     |
| ----- | --- | ----------- | ----------------------------------------------------------------------------------------------- | --------------------- | ------------------------------------------------ | -------------------------------------- | --------------- |
| I     | 1   | 01/05/1954  | San Felipe de Jesús                                                                             | Javier Peñalosa       | María Isabel Camberos                            | Jorge Alfaro                           | 71, 297         |
| I     | 2   | 01/06/1954  | San Ignacio de Loyola                                                                           | Javier Peñalosa       | María Isabel Camberos                            |                                        | 81, 299         |
| I     | 3   | 01/07/1954  | Santa Rosa de Lima                                                                              |                       | María Isabel Camberos                            | Jorge Alfaro                           | 83, 300         |
| I     | 4   | 01/08/1954  | San Francisco de Asís                                                                           |                       | María Isabel Camberos                            | Jorge Alfaro                           | 87, 302         |
| I     | 5   | 01/09/1954  | San Pablo                                                                                       |                       | María Isabel Camberos                            | Jorge Alfaro                           | 93, 303         |
| I     | 6   | 01/10/1954  | Pío X                                                                                           |                       | María Isabel Camberos                            | Jorge Alfaro                           | 85              |
| I     | 7   | 01/11/1954  | San Antonio de Padua                                                                            | Javier Peñalosa       |                                                  |                                        | 79, 301         |
| I     | 8   | 01/12/1954  | San Francisco Javier                                                                            | Ramiro L. Macías      | Xorge Chargoy                                    | Jorge Alfaro                           | 91              |
| I     | 9   | 01/01/1955  | Santa Juana de Arco                                                                             | Joaquín Peñaloza      | Esperanza C. de Martínez Rafael Martínez Vergara | Otilio Reyes Rivera                    | 309             |
| I     | 10  | 01/02/1955  | Beato Contardo Ferrini                                                                          |                       | María Isabel Camberos                            | Rodolfo Illán                          |                 |
| I     | 11  | 01/03/1955  | San Luis Gonzaga                                                                                | Javier Peñalosa       | Xorge Chargoy                                    | Xorge Chargoy                          | 103, 304        |
| I     | 12  | 01/04/1955  | San Agustín                                                                                     | Isabel Camberos       | Isabel Camberos                                  | Andrés Da Passano                      | 130             |
| II    | 13  | 01/05/1955  | Santa Rita de Casia                                                                             | Joaquín Peñaloza      | Esperanza C. de Martínez Rafael Martínez Vergara | Carlos Bravo                           | 77              |
| II    | 14  | 01/06/1955  | Santa Isabel de Hungría                                                                         | Javier Peñalosa       | Xorge Chargoy                                    |                                        | 99              |
| II    | 15  | 01/07/1955  | San Vicente de Paul                                                                             | Javier Peñalosa       | Antonio Cardoso                                  |                                        | 63              |
| II    | 16  | 01/08/1955  | San Nicolás de Bari                                                                             | Manuel Alonso         | María Isabel Camberos                            |                                        | 101             |
| II    | 17  | 01/09/1955  | Santa Margarita María de Alacoque                                                               | Javier Peñalosa       | Xorge Chargoy                                    |                                        | 109             |
| II    | 18  | 01/10/1955  | San Benito Abad                                                                                 | Javier Peñalosa       | Ángel J. Mora                                    | Ignacio Palencia                       | 115             |
| II    | 19  | 01/11/1955  | El Padre Champagnat                                                                             | Javier Peñalosa       | Fernando Guzmán                                  | Ignacio Palencia                       | 123             |
| II    | 20  | 01/12/1955  | San Juan Bosco                                                                                  | Manuel Alonso         | José Gómez Torres                                | Ignacio Palencia                       | 117             |
| II    | 21  | 01/01/1956  | San Pedro Apóstol                                                                               | Javier Peñalosa       | Antonio Guzmán                                   | Ignacio Palencia                       | 105             |
| II    | 22  | 01/02/1956  | San Carlos Borromeo                                                                             |                       | Eduardo Lozano                                   | Ignacio Palencia                       | 89              |
| II    | 23  | 01/03/1956  | Santo Domingo de Guzmán                                                                         | Manuel Alonso         | Xorge Chargoy                                    | Xorge Chargoy                          | 107, 325        |
| II    | 24  | 01/04/1956  | Beato Sebastián de Aparicio                                                                     | Manuel Alonso         | Raúl Alva                                        |                                        | 95, 307         |
| III   | 25  | 01/05/1956  | El Rey David                                                                                    | Manuel Alonso         |                                                  |                                        |                 |
| III   | 26  | 01/06/1956  | San Isidro Labrador                                                                             | Manuel Alonso         |                                                  |                                        | 125, 337        |
| III   | 27  | 01/07/1956  | San Gerardo Mayela                                                                              |                       | María Isabel Camberos                            | Enrique Velázquez                      | 111, 310        |
| III   | 28  | 01/08/1956  | Santa Juana de Lestonnac                                                                        | Javier Peñalosa       | Sealtiell Alatriste                              | Enrique Velázquez                      |                 |
| III   | 29  | 01/09/1956  | San Juan Bautista de La Salle                                                                   | Javier Peñalosa       | Antonio Cardoso                                  | Ignacio Palencia                       | 133             |
| III   | 30  | 01/10/1956  | San Pascual Bailón                                                                              | Javier Peñalosa       | Alfonso Tirado                                   | Ignacio Palencia                       | 113             |
| III   | 31  | 01/11/1956  | Santo Tomás Moro                                                                                | Javier Peñalosa       |                                                  | Xorge Chargoy                          | 73              |
| III   | 32  | 01/12/1956  | San Francisco de Paula                                                                          | Javier Peñalosa       | Alfonso Tirado                                   | Xorge Chargoy                          | 75              |
| III   | 33  | 01/01/1957  | San Martín de Tours                                                                             | Javier Peñalosa       | Héctor Insunza                                   | Xorge Chargoy                          | 127             |
| III   | 34  | 01/02/1957  | San Juan de Dios                                                                                | Javier Peñalosa       | Antonio Cardoso                                  |                                        | 97              |
| III   | 35  | 01/03/1957  | San Antonio Abad                                                                                | Javier Peñalosa       | Alfonso Tirado                                   | Rafael Barandiarán                     | 131             |
| III   | 36  | 01/04/1957  | Santo Domingo Savio                                                                             | Javier Peñalosa       | Alfonso Tirado                                   | Joaquín Ruy                            | 135             |
| IV    | 37  | 01/05/1957  | San Francisco Solano                                                                            | Javier Peñalosa       | Isabel Camberos                                  | Rafael Barandiarán                     | 119             |
| IV    | 38  | 01/06/1957  | San Camilo de Lelis                                                                             | Javier Peñalosa       | Isabel Camberos                                  | Rafael Barandiarán                     |                 |
| IV    | 39  | 01/07/1957  | Santo Tomás de Aquino                                                                           | Javier Peñalosa       | Leopoldo Zea Salas                               | Santiago Ruy                           | 121             |
| IV    | 40  | 01/08/1957  | San Estanislao Kostka                                                                           | Javier Peñalosa       | María Isabel Camberos                            | Rafael Barandiarán                     | 137             |
| IV    | 41  | 01/09/1957  | Fray Martín de Porres                                                                           | Javier Peñalosa       | Alfonso Tirado                                   | Joaquín Ruy                            | 129, E6, 327    |
| IV    | 42  | 01/10/1957  | Beato Valentín de Berrio-Ochoa                                                                  | Javier Peñalosa       | Raúl Alva                                        | Rafael Barandiarán                     | 141             |
| IV    | 43  | 01/11/1957  | Santa Marianita de Jesús                                                                        | Javier Peñalosa       | María Isabel Camberos                            | Joaquín Ruy                            |                 |
| IV    | 44  | 01/12/1957  | Santa Cecilia                                                                                   | Javier Peñalosa       | Leopoldo Zea Salas                               | Rafael Barandiarán                     | 139, 305        |
| IV    | 45  | 01/01/1958  | El Padre Damián                                                                                 | Dolores Castro        | Isabel Camberos M. E. Lecuona                    | Víctor M. Carrillo                     | 143             |
| IV    | 46  | 01/02/1958  | San Simeón                                                                                      | Javier Peñalosa       | Raúl Alva                                        | Rafael Barandiarán                     |                 |
| IV    | 47  | 01/03/1958  | Santa Bernardita                                                                                | Javier Peñalosa       | Raúl Alva                                        | Rafael Barandiarán                     | 145             |
| IV    | 48  | 01/04/1958  | Su Santidad Pío XII                                                                             | Javier Peñalosa       | Antonio Cardoso                                  | Rafael Barandiarán                     |                 |
| V     | 49  | 01/05/1958  | Santiago Apóstol                                                                                | Javier Peñalosa       | Carlos Neve                                      | Rafael Barandiarán                     | 147             |
| V     | 50  | 01/06/1958  | Santa Catalina de Sena                                                                          | Javier Peñalosa       |                                                  | Rafael Barandiarán                     | 149             |
| V     | 51  | 01/07/1958  | Kateri Tekakwitha                                                                               | Javier Peñalosa       | Eduardo Lozano                                   | Pedro Martínez                         | 151             |
| V     | 52  | 01/08/1958  | San Columbano                                                                                   | Dolores Castro        | Raúl Alva                                        | Víctor Carrillo                        | 153             |
| V     | 53  | 01/09/1958  | San Luis, Rey de Francia                                                                        | Javier Peñalosa       |                                                  | Carlos Neve                            | 155             |
| V     | 54  | 01/10/1958  | El Hermano Pedro de Betancourt                                                                  | Otto Raúl Gonzalez    | Antonio Cardoso                                  | Rafael Barandiarán                     | 157             |
| V     | 55  | 01/11/1958  | San Juan Evangelista                                                                            | Javier Peñalosa       | Ramón Alonso                                     | Jesús Raúl Alexander                   | 159             |
| V     | 56  | 01/12/1958  | San Cristóbal                                                                                   | Javier Peñalosa       |                                                  | Jesús Raúl Alexander                   | 161             |
| V     | 57  | 01/01/1959  | San Vicente Ferrer                                                                              | Javier Peñalosa       | Ramón Alonso                                     | H. Javier Dinorín                      | 163             |
| V     | 58  | 01/02/1959  | Santa Teresita del Niño Jesús                                                                   | Javier Peñalosa       | Antonio Cardoso                                  | C. Gutiérrez                           | 165             |
| V     | 59  | 01/03/1959  | Santa Adelaida, Reina de Borgoña                                                                | Javier Peñalosa       | Raúl Alva                                        | Xorge Chargoy                          | 173             |
| V     | 60  | 01/04/1959  | San Sebastián                                                                                   | Javier Peñalosa       | Raúl Alva                                        | Xorge Chargoy                          | 167             |
| VI    | 61  | 01/05/1959  | S. S. Juan XXIII                                                                                | María M. de Valdés    | Antonio Cardoso                                  | Luis Vera                              | 273             |
| VI    | 62  | 01/06/1959  | San Felipe Neri                                                                                 | Javier Peñalosa       | Raúl Alva                                        | Luis Vera                              | 171             |
| VI    | 63  | 01/07/1959  | San Vicente de Paúl                                                                             | Javier Peñalosa       | Antonio Cardoso                                  | Luis Vera                              | 2ª ed. N.º 15   |
| VI    | 64  | 01/08/1959  | Santa Luisa de Marillac                                                                         | Javier Peñalosa       | Alfonso Tirado                                   | Luis Vera                              | 175             |
| VI    | 65  | 01/09/1959  | San Francisco de Borja                                                                          | Javier Peñalosa       | Raúl Alva                                        | Luis Vera                              | 169             |
| VI    | 66  | 01/10/1959  | San Pedro Chanel                                                                                | Javier Peñalosa       | Alfonso Tirado                                   | Luis Vera                              | 177             |
| VI    | 67  | 01/11/1959  | Santa Otilia                                                                                    | Javier Peñalosa       | Isabel Camberos                                  | Luis Vera                              | 179             |
| VI    | 68  | 01/12/1959  | San Juan Bautista María Vianney                                                                 | Javier Peñalosa       | Antonio Cardoso                                  | Luis Vera                              |                 |
| VI    | 69  | 01/01/1960  | Santa Genoveva                                                                                  | Javier Peñalosa       | Antonio Cardoso                                  | Roberto Gutiérrez                      | 181             |
| VI    | 70  | 01/02/1960  | Santa Joaquina de Vedruna                                                                       | Javier Peñalosa       | I. Camberos M. E. Lecuona                        | Luis Vera                              |                 |
| VI    | 71  | 15/02/1960  | San Felipe de Jesús                                                                             | Javier Peñalosa       | María Isabel Camberos                            | Jorge Alfaro                           | 2ª ed. N.º 1    |
| VI    | 72  | 01/03/1960  | San Viator                                                                                      | Javier Peñalosa       | Antonio Cardoso                                  | Joaquín Ruy S.                         | 183             |
| VI    | 73  | 15/03/1960  | Santo Tomás Moro                                                                                | Javier Peñalosa       |                                                  | Xorge Chargoy                          | 2.ª ed. N.º 31  |
| VI    | 74  | 01/04/1960  | San José de Calasanz                                                                            | Javier Peñalosa       | Antonio Cardoso                                  | Roberto Gutiérrez García               | 185             |
| VI    | 75  | 15/04/1960  | San Francisco de Paula                                                                          | Javier Peñalosa       | Alfonso Tirado                                   | Xorge Chargoy                          | 2.ª ed. N.º 32  |
| VII   | 76  | 01/05/1960  | Su Santidad León XIII                                                                           | Javier Peñalosa       | Esperanza C. de Martínez Rafael Martínez Vergara | Carlos Bravo                           | 187             |
| VII   | 77  | 15/05/1960  | Santa Rita de Casia                                                                             | Javier Peñalosa       | Esperanza C. de Martínez Rafael Martínez Vergara | Carlos Bravo                           | 2.ª ed. N.º 13  |
| VII   | 78  | 01/06/1960  | Tres Monjes del Desierto: San Pacomio San Macario Anacoreta San Arsenio Abad                    | Javier Peñalosa       | María Isabel Camberos M. E. Lecuona              | Joaquín Ruy                            | 189             |
| VII   | 79  | 15/06/1960  | San Antonio de Padua                                                                            | Javier Peñalosa       |                                                  | Joaquín Ruy                            | 2.ª ed. N.º 7   |
| VII   | 80  | 01/07/1960  | San Eustaquio                                                                                   | Javier Peñalosa       | Ramón Alonso                                     | Joaquín Ruy                            | 191, 357        |
| VII   | 81  | 15/07/1960  | San Ignacio de Loyola                                                                           | Javier Peñalosa       | María Isabel Camberos                            |                                        | 2.ª ed. N.º 2   |
| VII   | 82  | 01/08/1960  | Los Mártires de Uganda: San Carlos Lwanga                                                       | Javier Peñalosa       | Alfonso Tirado                                   | E. Velásquez M.                        | 193, 356        |
| VII   | 83  | 15/08/1960  | Santa Rosa de Lima                                                                              |                       | María Isabel Camberos                            | Jorge Alfaro                           | 2.ª ed. N.º 3   |
| VII   | 84  | 01/09/1960  | San Atanasio                                                                                    | Javier Peñalosa       | Antonio Cardoso                                  | Ruy                                    | 195             |
| VII   | 85  | 15/09/1960  | San Pío X                                                                                       |                       | María Isabel Camberos                            | Jorge Alfaro                           | 2.ª ed. N.º 6   |
| VII   | 86  | 01/10/1960  | San Juan de Brito                                                                               | Javier Peñalosa       | Ramón Alonso                                     | René O'Charte                          | 197, 360        |
| VII   | 87  | 15/10/1960  | San Francisco de Asís                                                                           |                       | María Isabel Camberos                            | Jorge Alfaro                           | 2.ª ed. N.º 4   |
| VII   | 88  | 01/11/1960  | Fray Junípero Serra                                                                             | Javier Peñalosa       | Antonio Cardoso                                  | E. Velásquez M.                        | 199             |
| VII   | 89  | 15/11/1960  | San Carlos Borromeo                                                                             | Manuel Alonso         | Eduardo Lozano                                   | Ignacio Palencia                       | 2.ª ed. N.º 22  |
| VII   | 90  | 01/12/1960  | Santa Francisca Javier Cabrini                                                                  | Javier Peñalosa       | M. I. Camberos M. E. Lecuona                     | E. Velásquez M.                        |                 |
| VII   | 91  | 15/12/1960  | San Francisco Javier                                                                            | Ramiro L. Macías      | Xorge Chargoy                                    | Joaquín Ruy                            | 2.ª ed. N.º 8   |
| VII   | 92  | 01/01/1961  | San Juan Crisóstomo                                                                             | Javier Peñalosa       | Alfonso Tirado                                   | Ruy                                    | 201             |
| VII   | 93  | 15/01/1961  | San Pablo                                                                                       |                       | María Isabel Camberos                            | Jorge Alfaro                           | 2.ª ed. N.º 5   |
| VII   | 94  | 01/02/1961  | Santa María Josefa Rossello                                                                     | Javier Peñalosa       | M. I. Camberos M. E. Lecuona                     | E. Velásquez M.                        | 203             |
| VII   | 95  | 15/02/1961  | Beato Sebastián de Aparicio                                                                     | Manuel Alonso         | Raúl Alva                                        |                                        | 2.ª ed. N.º 24  |
| VII   | 96  | 01/03/1961  | Juan María de Lamennais                                                                         | Javier Peñalosa       | M. I. Camberos M. E. Lecuona                     | E. Velásquez M.                        | 205             |
| VII   | 97  | 15/03/1961  | San Juan de Dios                                                                                | Javier Peñalosa       | Antonio Cardoso                                  |                                        | 2.ª ed. N.º 34  |
| VII   | 98  | 01/04/1961  | El Padre Mateo Ricci                                                                            | Javier Peñalosa       | Raúl Alva                                        | Ruy                                    | 207             |
| VII   | 99  | 15/04/1961  | Santa Isabel de Hungría                                                                         | Javier Peñalosa       | Xorge Chargoy                                    | E. Velásquez M.                        | 2.ª ed. N.º 14  |
| VIII  | 100 | 01/05/1961  | Santa Zita                                                                                      | Javier Peñalosa       |                                                  | E. Velásquez M.                        | 209             |
| VIII  | 101 | 15/05/1961  | San Nicolás de Bari                                                                             | Manuel Alonso         | María Isabel Camberos                            | E. Velásquez M.                        | 2.ª ed. N.º 16  |
| VIII  | 102 | 01/06/1961  | San Jerónimo Emiliani                                                                           | Javier Peñalosa       | Carlos Neve                                      | E. Velásquez M.                        | 211             |
| VIII  | 103 | 15/06/1961  | San Luis Gonzaga                                                                                | Javier Peñalosa       | Xorge Chargoy                                    | Xorge Chargoy                          | 2.ª ed. N.º 11  |
| VIII  | 104 | 01/07/1961  | San Pedro Claver                                                                                | Javier Peñalosa       | J. Malco y F. Navárez                            | E. Velásquez M.                        |                 |
| VIII  | 105 | 15/07/1961  | San Pedro Apóstol                                                                               | Javier Peñalosa       | Antonio Guzmán                                   | Ignacio Palencia                       | 2.ª ed. N.º 21  |
| VIII  | 106 | 01/08/1961  | San Lorenzo Mártir                                                                              | Javier Peñalosa       | Alfonso Tirado                                   | E. Velásquez M.                        |                 |
| VIII  | 107 | 15/08/1961  | Santo Domingo de Guzmán                                                                         | Manuel Alonso         | Xorge Chargoy                                    | Xorge Chargoy                          |                 |
| VIII  | 108 | 01/09/1961  | San Juan de Ribera                                                                              | Javier Peñalosa       | Alfonso Tirado                                   | E. Velásquez M.                        |                 |
| VIII  | 109 | 15/09/1961  | Santa Margarita Ma. Alacoque                                                                    | Javier Peñalosa       | Xorge Chargoy                                    | Joaquín Ruy                            | 2.ª ed. N.º 17  |
| VIII  | 110 | 01/10/1961  | Santa Teresa de Ávila                                                                           | Javier Peñalosa       | M. I. Camberos M. E. Lecuona                     | E. Velásquez M.                        | 306             |
| VIII  | 111 | 15/10/1961  | San Gerardo Mayela                                                                              |                       | María Isabel Camberos                            |                                        | 2.ª ed. N.º 27  |
| VIII  | 112 | 01/11/1961  | San Severino                                                                                    | Javier Peñalosa       | Alfonso Tirado                                   | Ruy                                    |                 |
| VIII  | 113 | 15/11/1961  | San Pascual Bailón                                                                              | Javier Peñalosa       | Alfonso Tirado                                   | Ignacio Palencia                       | 2.ª ed. N.º 30  |
| VIII  | 114 | 01/12/1961  | Santa Catalina de Labouré                                                                       | Javier Peñalosa       | Alfonso Tirado                                   | Ruy                                    |                 |
| VIII  | 115 | 15/12/1961  | San Benito Abad                                                                                 | Javier Peñalosa       | Ángel J. Mora                                    | Ignacio Palencia                       | 2.ª ed. N.º 18  |
| VIII  | 116 | 01/01/1962  | San Francisco de Sales                                                                          | Javier Peñalosa       | Alfonso Tirado                                   | E. Velásquez M.                        |                 |
| VIII  | 117 | 15/01/1962  | San Juan Bosco                                                                                  | Manuel Alonso         | José Gómez Torres                                | Ignacio Palencia                       | 2.ª ed. N.º 20  |
| VIII  | 118 | 01/02/1962  | Tres Santas Vírgenes: Santa Inés Santa Germana Cousin Santa Solangia                            | Javier Peñalosa       | Alfonso Tirado                                   | E. Velásquez M.                        |                 |
| VIII  | 119 | 15/02/1962  | San Francisco Solano                                                                            | Javier Peñalosa       | Isabel Camberos                                  | Rafael Barandiarán                     | 2.ª ed. N.º 37  |
| VIII  | 120 | 01/03/1962  | Don Antonio Plancarte y Labastida                                                               | Javier Peñalosa       | Alfonso Tirado                                   | E. Velásquez M.                        |                 |
| VIII  | 121 | 15/03/1962  | Santo Tomás de Aquino                                                                           | Javier Peñalosa       | Leopoldo Zea Salas                               | Santiago Ruy                           | 2.ª ed. N.º 39  |
| VIII  | 122 | 01/04/1962  | San Hermenegildo                                                                                | Javier Peñalosa       | Alfonso Tirado                                   | Ruy                                    |                 |
| VIII  | 123 | 15/04/1962  | El Padre Champagnat                                                                             | Javier Peñalosa       | Fernando Guzmán                                  | Ignacio Palencia                       | 2.ª ed. N.º 19  |
| IX    | 124 | 01/05/1962  | Santa Clotilde                                                                                  | Javier Peñalosa       | Alfonso Tirado                                   | E. Velásquez M.                        |                 |
| IX    | 125 | 15/05/1962  | San Isidro Labrador                                                                             | Manuel Alonso         |                                                  |                                        | 2.ª ed. N.º 26  |
| IX    | 126 | 01/06/1962  | Santa Magdalena Sofía Barat                                                                     | Javier Peñalosa       | Alfonso Tirado                                   | E. Velásquez M.                        |                 |
| IX    | 127 | 15/06/1962  | San Martín de Tours                                                                             | Javier Peñalosa       | Héctor Insunza                                   | Xorge Chargoy                          | 2.ª ed. N.º 33  |
| IX    | 128 | 01/07/1962  | Madre Camila Rolón                                                                              | Javier Peñalosa       | Alfonso Tirado                                   | Ruy                                    |                 |
| IX    | 129 | 15/07/1962  | Fray Martín de Porres                                                                           | Javier Peñalosa       | Alfonso Tirado                                   | Joaquín Ruy                            | 2.ª ed. N.º 41  |
| IX    | 130 | 01/08/1962  | San Agustín                                                                                     | Isabel Camberos       | Isabel Camberos                                  |                                        | 2.ª ed. N.º 12  |
| IX    | 131 | 15/08/1962  | San Antonio Abad                                                                                | Javier Peñalosa       | Alfonso Tirado                                   | Rafael Barandiarán                     | 2.ª ed. N.º 35  |
| IX    | 132 | 01/09/1962  | San Roberto Belarmino                                                                           | Javier Peñalosa       | M. I. Camberos M. E. Lecuona                     | E. Velásquez M.                        |                 |
| IX    | 133 | 15/09/1962  | San Juan Bautista de La Salle                                                                   | Javier Peñalosa       | Antonio Cardoso                                  | Ignacio Palencia                       | 2.ª ed. N.º 29  |
| IX    | 134 | 01/10/1962  | Santa Juana de Francia                                                                          |                       |                                                  |                                        |                 |
| IX    | 135 | 15/10/1962  | Santo Domingo Savio                                                                             | Javier Peñalosa       | Alfonso Tirado                                   | Joaquín Ruy                            | 2.ª ed. N.º 36  |
| IX    | 136 | 01/11/1962  | Los Mártires del Río de la Plata: Beato Roque González                                          | Javier Peñalosa       | Delia Larios                                     | E. Velásquez M.                        |                 |
| IX    | 137 | 15/11/1962  | San Estanislao Kostka                                                                           | Javier Peñalosa       | María Isabel Camberos                            |                                        | 2.ª ed. N.º 40  |
| IX    | 138 | 01/12/1962  | San Gabriel de la Dolorosa                                                                      |                       |                                                  |                                        |                 |
| IX    | 139 | 15/12/1962  | Santa Cecilia                                                                                   | Javier Peñalosa       | Leopoldo Zea Salas                               | Rafael Barandiarán                     | 2.ª ed. N.º 44  |
| IX    | 140 | 01/01/1963  | Beata María de la Providencia                                                                   | Javier Peñalosa       | Alfonso Tirado                                   | E. Velásquez M.                        |                 |
| IX    | 141 | 15/01/1963  | Beato Valentín de Berrio-Ochoa                                                                  | Javier Peñalosa       | Raúl Alva                                        | Rafael Barandiarán                     | 2.ª ed. N.º 42  |
| IX    | 142 | 01/02/1963  | San Cayetano                                                                                    |                       |                                                  |                                        |                 |
| IX    | 143 | 15/02/1963  | El Padre Damián                                                                                 | Dolores Castro        | Isabel Camberos M. E. Lecuona                    | Víctor M. Carrillo                     | 2.ª ed. N.º 45  |
| IX    | 144 | 01/03/1963  | Monseñor Daniel Comboni                                                                         | Javier Peñalosa       | M. I. Camberos M. E. Lecuona                     | Ruy                                    |                 |
| IX    | 145 | 15/03/1963  | Santa Bernardita                                                                                | Javier Peñalosa       | Raúl Alva                                        | Rafael Barandiarán                     | 2.ª ed. N.º 47  |
| IX    | 146 | 01/04/1963  | San Antonio María Claret                                                                        | Javier Peñalosa       |                                                  | E. Velásquez M.                        | 321             |
| IX    | 147 | 15/04/1963  | Santiago Apóstol                                                                                | Javier Peñalosa       | Carlos Neve                                      | Rafael Barandiarán                     | 2.ª ed. N.º 49  |
| X     | 148 | 01/05/1963  | San Josafat                                                                                     | Javier Peñalosa       | Alfonso Tirado                                   | Ruy E. Velázquez M.                    |                 |
| X     | 149 | 15/05/1963  | Santa Catalina de Sena                                                                          | Javier Peñalosa       |                                                  | Rafael Barandiarán                     | 2.ª ed. N.º 50  |
| X     | 150 | 01/06/1963  | Santa Juana de Chantal                                                                          | Javier Peñalosa       | Alfonso Tirado                                   | E. Velásquez M.                        |                 |
| X     | 151 | 15/06/1963  | Kateri Tekakwitha                                                                               | Javier Peñalosa       | Eduardo Lozano                                   | Pedro Martínez                         | 2.ª ed. N.º 51  |
| X     | 152 | 01/07/1963  | Tres Papas Santos: San Clemente Romano San Marcelo San Silvestre                                | Javier Peñalosa       | Alfonso Tirado                                   | Ruy E. Velásquez M.                    | 308             |
| X     | 153 | 15/07/1963  | San Columbano                                                                                   | Dolores Castro        | Raúl Alva                                        | Víctor Carrillo                        | 2.ª ed. N.º 52  |
| X     | 154 | 01/08/1963  | San Benito José Labre                                                                           | Javier Peñalosa       | Alfonso Tirado                                   | E. Velásquez M.                        |                 |
| X     | 155 | 15/08/1963  | San Luis, Rey de Francia                                                                        | Javier Peñalosa       |                                                  | Carlos Neve                            | 2.ª ed. N.º 53  |
| X     | 156 | 01/09/1963  | La Buena Madre Enriqueta Aymer                                                                  | Javier Peñalosa       | Alfonso Tirado                                   | Víctor Manuel Carrillo E. Velázquez M. |                 |
| X     | 157 | 15/09/1963  | El Hermano Pedro de Betancourt                                                                  | Otto Raúl Gonzalez    | Antonio Cardoso                                  | Rafael Barandiarán                     | 2.ª ed. N.º 54  |
| X     | 158 | 01/10/1963  | San Nicolás de Flue                                                                             | Javier Peñalosa       | Alfonso Tirado                                   | E. Velásquez M.                        |                 |
| X     | 159 | 15/10/1963  | San Juan Evangelista                                                                            | Javier Peñalosa       | Ramón Alonso                                     | Jesús Raúl Alexander                   | 2.ª ed. N.º 55  |
| X     | 160 | 01/11/1963  | Santa Clara de Asís                                                                             | Javier Peñalosa       | Alfonso Tirado                                   | E. Velásquez M.                        |                 |
| X     | 161 | 15/11/1963  | San Cristóbal                                                                                   | Javier Peñalosa       |                                                  | Jesús Raúl Alexander                   | 2.ª ed. N.º 56  |
| XI    | 162 | 01/12/1963  | San Pedro Julián Eymard                                                                         | Javier Peñalosa       | Alfonso Tirado                                   | E. Velásquez M.                        |                 |
| XI    | 163 | 15/12/1963  | San Vicente Ferrer                                                                              | Javier Peñalosa       | Ramón Alonso                                     | H. Javier Dinorín                      | 2.ª ed. N.º 57  |
| XI    | 164 | 01/01/1964  | El Venerable Murialdo                                                                           | Javier Peñalosa       | Alfonso Tirado                                   | E. Velásquez M.                        |                 |
| XI    | 165 | 15/01/1964  | Santa Teresita del Niño Jesús                                                                   |                       |                                                  |                                        | 2.ª ed. N.º 58  |
| XI    | 166 | 01/02/1964  | San Vicente Pallotti                                                                            | Javier Peñalosa       | Alfonso Tirado                                   | E. Velásquez M.                        |                 |
| XI    | 167 | 15/02/1964  | San Sebastián                                                                                   | Javier Peñalosa       | Raúl Alva                                        | Xorge Chargoy                          | 2.ª ed. N.º 60  |
| XI    | 168 | 01/03/1964  | San Francisco Ma. de Camporosso                                                                 | Javier Peñalosa       | Alfonso Tirado                                   | E. Velásquez M.                        |                 |
| XI    | 169 | 15/03/1964  | San Francisco de Borja                                                                          | Javier Peñalosa       | Raúl Alva                                        | Luis Vera                              | 2.ª ed. N.º 65  |
| XI    | 170 | 01/04/1964  | S. S. Paulo VI                                                                                  | Javier Peñalosa       | Raúl Alva                                        | E. Velásquez M.                        |                 |
| XI    | 171 | 15/04/1964  | San Felipe Neri                                                                                 | Javier Peñalosa       | Raúl Alva                                        | Luis Vera                              | 2.ª ed. N.º 62  |
| XI    | 172 | 01/05/1964  | La Madre Seton                                                                                  | Javier Peñalosa       | M. E. Lecuona M. I. Camberos                     | E. Velásquez M.                        |                 |
| XI    | 173 | 15/05/1964  | Santa Adelaida, Reina de Borgoña                                                                | Javier Peñalosa       | Raúl Alva                                        | Xorge Chargoy                          | 2.ª ed. N.º 59  |
| XI    | 174 | 01/06/1964  | El Venerable Arnoldo Janssen                                                                    | Javier Peñalosa       | Alfonso Tirado                                   | Almendaro                              |                 |
| XI    | 175 | 15/06/1964  | Santa Luisa de Marillac                                                                         | Javier Peñalosa       | Alfonso Tirado                                   | Luis Vera                              | 2.ª ed. N.º 64  |
| XI    | 176 | 01/07/1964  | Tres Santas Viudas: Santa Brígida de Suecia Santa Eduviges, Reina de Polonia Santa Paula Romana | Javier Peñalosa       | Almendaro                                        |                                        |                 |
| XI    | 177 | 15/07/1964  | San Pedro Chanel                                                                                | Javier Peñalosa       | Alfonso Tirado                                   | Luis Vera                              | 2.ª ed. N.º 66  |
| XI    | 178 | 01/08/1964  | San Wenceslao                                                                                   | Javier Peñalosa       | Alfonso Tirado                                   | E. Velásquez M.                        |                 |
| XI    | 179 | 15/08/1964  | Santa Otilia                                                                                    | Javier Peñalosa       | Isabel Camberos                                  | Luis Vera                              | 2.ª ed. N.º 67  |
| XI    | 180 | 01/09/1964  | El Hermano Gabriel Taborin                                                                      | Javier Peñalosa       | Alfonso Tirado                                   | E. Velásquez M.                        |                 |
| XI    | 181 | 15/09/1964  | Santa Genoveva                                                                                  | Javier Peñalosa       | Antonio Cardoso                                  | Roberto Gutiérrez                      | 2.ª ed. N.º 69  |
| XI    | 182 | 01/10/1964  | San Gaspar del Búfalo                                                                           | Javier Peñalosa       | Alfonso Tirado                                   | E. Velásquez M.                        |                 |
| XI    | 183 | 15/10/1964  | San Viator                                                                                      | Javier Peñalosa       | Antonio Cardoso                                  | Joaquín Ruy S.                         | 2.ª ed. N.º 72  |
| XI    | 184 | 01/11/1964  | El Beato Juan Neumann                                                                           | Javier Peñalosa       | Alfonso Tirado                                   | E. Velásquez M.                        |                 |
| XI    | 185 | 15/11/1964  | San José de Calasanz                                                                            | Javier Peñalosa       | Antonio Cardoso                                  | Roberto Gutiérrez García               | 2.ª ed. N.º 74  |
| XI    | 186 | 01/12/1964  | Santa Micaela                                                                                   | Javier Peñalosa       | Alfonso Tirado                                   | E. Velásquez M.                        |                 |
| XI    | 187 | 15/12/1964  | Su Santidad León XIII                                                                           | Javier Peñalosa       | Esperanza C. de Martínez Rafael Martínez Vergara | Carlos Bravo                           | 2.ª ed. N.º 76  |
| XII   | 188 | 01/01/1965  | Santa Margarita                                                                                 | Javier Peñalosa       | Alfonso Tirado                                   | E. Velásquez M.                        |                 |
| XII   | 189 | 15/01/1965  | Tres Monjes del Desierto: San Pacomio San Macario Anacoreta San Arsenio Abad                    | Javier Peñalosa       | María Isabel Camberos M. E. Lecuona              | Joaquín Ruy                            | 2.ª ed. N.º 78  |
| XII   | 190 | 01/02/1965  | San Marcelino y San Pedro, Mártires                                                             | Javier Peñalosa       | Alfonso Tirado                                   | E. Velásquez M.                        |                 |
| XII   | 191 | 15/02/1965  | San Eustaquio                                                                                   | Javier Peñalosa       | Ramón Alonso                                     | Joaquín Ruy                            | 2.ª ed. N.º 80  |
| XII   | 192 | 01/03/1965  | Dr. José Gregorio Hernández                                                                     | Javier Peñalosa       | Alfonso Tirado                                   | E. Velásquez M.                        |                 |
| XII   | 193 | 15/03/1965  | Los Mártires de Uganda: San Carlos Lwanga                                                       | Javier Peñalosa       | Alfonso Tirado                                   | E. Velásquez M.                        | 2.ª ed. N.º 82  |
| XII   | 194 | 01/04/1965  | San Fernando, Rey de España                                                                     | Javier Peñalosa       | Alfonso Tirado                                   | E. Velásquez M.                        | 358             |
| XII   | 195 | 15/04/1965  | San Atanasio                                                                                    | Javier Peñalosa       | Antonio Cardoso                                  | Ruy                                    | 2.ª ed. N.º 84  |
| XII   | 196 | 01/05/1965  | Madre Ma. Benita Arias                                                                          | Javier Peñalosa       |                                                  | E. Velásquez M.                        |                 |
| XII   | 197 | 15/05/1965  | San Juan de Brito                                                                               | Javier Peñalosa       | Ramón Alonso                                     | René O'Charte                          | 2.ª ed. N.º 86  |
| XII   | 198 | 01/06/1965  | Santos Barses, Eulogio y Protógenes                                                             | Javier Peñalosa       | Alfonso Tirado                                   | E. Velásquez M.                        |                 |
| XII   | 199 | 15/06/1965  | Fray Junípero Serra                                                                             | Javier Peñalosa       | Antonio Cardoso                                  | E. Velásquez M.                        | 2.ª ed. N.º 88  |
| XII   | 200 | 01/07/1965  | Santa Perpetua                                                                                  | Javier Peñalosa       | Alfonso Tirado                                   | E. Velásquez M.                        |                 |
| XII   | 201 | 15/07/1965  | San Juan Crisóstomo                                                                             | Javier Peñalosa       | Alfonso Tirado                                   | Ruy                                    | 2.ª ed. N.º 92  |
| XII   | 202 | 01/08/1965  | San Juan Eudes                                                                                  | Javier Peñalosa       | Alfonso Tirado                                   | E. Velásquez M.                        |                 |
| XII   | 203 | 15/08/1965  | Santa María Josefa Rossello                                                                     | Javier Peñalosa       | M. I. Camberos M. E. Lecuona                     | E. Velásquez M.                        | 2.ª ed. N.º 94  |
| XII   | 204 | 01/09/1965  | San Antonio María Pucci                                                                         | Javier Peñalosa       | Alfonso Tirado                                   | E. Velásquez M.                        |                 |
| XII   | 205 | 15/09/1965  | Lamennais                                                                                       | Javier Peñalosa       | M. I. Camberos M. E. Lecuona                     | E. Velásquez M.                        | 2.ª ed. N.º 96  |
| XII   | 206 | 01/10/1965  | Santa Isabel, Reina de Portugal                                                                 | Javier Peñalosa       | Alfonso Tirado                                   | E. Velásquez M.                        | 359             |
| XII   | 207 | 15/10/1965  | El Padre Mateo Ricci                                                                            | Javier Peñalosa       | Raúl Alva                                        | Ruy                                    | 2.ª ed. N.º 98  |
| XII   | 208 | 01/11/1965  | San Óscar                                                                                       | Javier Peñalosa       | Alfonso Tirado                                   | E. Velásquez M.                        |                 |
| XII   | 209 | 15/11/1965  | Santa Zita                                                                                      | Javier Peñalosa       |                                                  | E. Velásquez M.                        | 2.ª ed. N.º 100 |
| XII   | 210 | 01/12/1965  | San Eligio                                                                                      | Javier Peñalosa       | Alfonso Tirado                                   | E. Velásquez M.                        |                 |
| XII   | 211 | 15/12/1965  | San Jerónimo Emiliani                                                                           | Javier Peñalosa       | Carlos Neve                                      | E. Velásquez M.                        | 2.ª ed. N.º 102 |
| XIII  | 212 | 01/01/1966  | Beato Bernardo de Corleón                                                                       | Javier Peñalosa       | Alfonso Tirado                                   | Demetrio Llordén E. Velásquez M.       |                 |
| XIII  | 213 | 15/01/1966  | Santa María Mazzarello                                                                          | Javier Peñalosa       | Alfonso Tirado                                   | Demetrio Llordén E. Velásquez M.       |                 |
| XIII  | 214 | 01/02/1966  | Su Santidad León IX                                                                             | Javier Peñalosa       |                                                  | E. Velásquez M.                        |                 |
| XIII  | 215 | 15/02/1966  | San Efrén                                                                                       | Javier Peñalosa       |                                                  | E. Velásquez M.                        | 361             |
| XIII  | 216 | 01/03/1966  | Santa Catalina de Alejandría                                                                    | Javier Peñalosa       | Alfonso Tirado                                   | E. Velásquez M.                        | 362             |
| XIII  | 217 | 15/03/1966  | San Bernardino Realino                                                                          | Javier Peñalosa       | Alfonso Tirado                                   | E. Velásquez M.                        |                 |
| XIII  | 218 | 01/04/1966  | Santa Berta                                                                                     | Javier Peñalosa       |                                                  | E. Velásquez M.                        |                 |
| XIII  | 219 | 15/04/1966  | San Pantaleón                                                                                   | Javier Peñalosa       |                                                  | E. Velásquez M.                        |                 |
| XIII  | 220 | 01/05/1966  | San Lorenzo O'Toole                                                                             | Javier Peñalosa       | Alfonso Tirado                                   | E. Velásquez M.                        |                 |
| XIII  | 221 | 15/05/1966  | Santa Francisca Romana                                                                          | Javier Peñalosa       |                                                  | E. Velásquez M.                        |                 |
| XIII  | 222 | 01/06/1966  | San Gregorio Barbarigo                                                                          | Javier Peñalosa       | Alfonso Tirado                                   | Demetrio Llordén                       |                 |
| XIII  | 223 | 15/06/1966  | San José de Cupertino                                                                           | Javier Peñalosa       | Alfonso Tirado                                   | E. Velásquez M.                        |                 |
| XIII  | 224 | 01/07/1966  | Santa María Francisca de las Cinco Llagas                                                       | Javier Peñalosa       | Alfonso Tirado                                   | Demetrio Llordén                       |                 |
| XIII  | 225 | 15/07/1966  | San Calixto                                                                                     | Javier Peñalosa       | Alfonso Tirado                                   | E. Velásquez M.                        |                 |
| XIII  | 226 | 01/08/1966  | Santa Radegunda, Reina de Francia                                                               | Javier Peñalosa       | Alfonso Tirado                                   | E. Velásquez M.                        |                 |
| XIII  | 227 | 15/08/1966  | San Pompilio                                                                                    |                       |                                                  |                                        |                 |
| XIII  | 228 | 01/09/1966  | San Miguel Garicoits                                                                            | Javier Peñalosa       | Eduardo Martínez                                 | E. Velásquez M.                        |                 |
| XIII  | 229 | 15/09/1966  | Santa Gema Galgani                                                                              | Javier Peñalosa       | Alfonso Tirado                                   | Demetrio Llordén                       | 363             |
| XIII  | 230 | 01/10/1966  | San Huberto                                                                                     | Javier Peñalosa       | Eduardo Martínez                                 | Demetrio Llordén                       |                 |
| XIII  | 231 | 15/10/1966  | San José Cafasso                                                                                | Javier Peñalosa       | Alfonso Tirado                                   | E. Velásquez M.                        | 364             |
| XIII  | 232 | 01/11/1966  | San Luis Ma. De Montfort                                                                        | Javier Peñalosa       | Eduardo Martínez                                 | Heladio Velarde                        |                 |
| XIII  | 233 | 15/11/1966  | San Andrés Fournet                                                                              | Javier Peñalosa       | Eduardo Martínez                                 | Demetrio Llordén                       |                 |
| XIV   | 234 | 01/12/1966  | Beato Julián Maunoir                                                                            | Javier Peñalosa       | Eduardo Martínez                                 | E. Velásquez M.                        |                 |
| XIV   | 235 | 15/12/1966  | Madre Paula Montalt                                                                             | Javier Peñalosa       | Isabel Camberos                                  | Demetrio Llordén                       |                 |
| XIV   | 236 | 01/01/1967  | San Carlos de Sezze                                                                             | Javier Peñalosa       | Joel Kuri García                                 | Demetrio Llordén                       |                 |
| XIV   | 237 | 15/01/1967  | Santa Juana Isabel Bichier Des Ages                                                             | Javier Peñalosa       | María Isabel Camberos                            | Demetrio Llordén                       |                 |
| XIV   | 238 | 01/02/1967  | Santa Paulina Jaricot                                                                           | Javier Peñalosa       | María Isabel Camberos                            | Demetrio Llordén                       |                 |
| XIV   | 239 | 15/02/1967  | San Bruno                                                                                       | Javier Peñalosa       | Eduardo Martínez                                 | Demetrio Llordén                       |                 |
| XIV   | 240 | 01/03/1967  | Beato Santiago Berthieu                                                                         | Javier Peñalosa       | Joel Kuri García                                 | Demetrio Llordén                       |                 |
| XIV   | 241 | 15/03/1967  | San Alberto Magno                                                                               | Javier Peñalosa       | Ignacio Romero                                   | Demetrio Llordén                       |                 |
| XIV   | 242 | 01/04/1967  | José Moscati                                                                                    | Javier Peñalosa       | Ignacio Romero                                   | Demetrio Llordén                       |                 |
| XIV   | 243 | 15/04/1967  | Los Mártires Chinos de los Boxers                                                               | Javier Peñalosa       | Eduardo Martínez                                 | Demetrio Llordén                       |                 |
| XIV   | 244 | 01/05/1967  | San Lorenzo de Brindis                                                                          | Javier Peñalosa       | Eduardo Martínez                                 | Demetrio Llordén                       |                 |
| XIV   | 245 | 15/05/1967  | Santa Filipina Duchesne                                                                         | Javier Peñalosa       | Joel Kuri García                                 | Demetrio Llordén                       |                 |
| XIV   | 246 | 01/06/1967  | La Madre Pelletier                                                                              | Javier Peñalosa       | Eduardo Martínez                                 | Demetrio Llordén                       |                 |
| XIV   | 247 | 15/06/1967  | Jerónimo Jaegen                                                                                 | Javier Peñalosa       | Joel Kuri García                                 | Demetrio Llordén                       |                 |
| XIV   | 248 | 01/07/1967  | Pedro To Rot                                                                                    | Javier Peñalosa       | Joel Kuri García                                 | Demetrio Llordén                       |                 |
| XIV   | 249 | 15/07/1967  | Charbel Makhlouf, Monje Maronita                                                                | Javier Peñalosa       | Eduardo Martínez                                 | Demetrio Llordén                       |                 |
| XIV   | 250 | 01/08/1967  | Doctor Ludovico Necchi                                                                          | Javier Peñalosa       | Eduardo Martínez                                 | Demetrio Llordén                       |                 |
| XIV   | 251 | 15/08/1967  | Eva Lavalliere                                                                                  | Javier Peñalosa       | Rubén Lara                                       | E. Velásquez M.                        |                 |
| XIV   | 252 | 01/09/1967  | Ocaso y Gloria de Eva Lavalliere                                                                | Javier Peñalosa       | Rubén Lara                                       | Demetrio Llordén                       |                 |
| XIV   | 253 | 15/09/1967  | San Juan de Mata                                                                                | Javier Peñalosa       | Eduardo Martínez                                 | Demetrio Llordén                       |                 |
| XIV   | 254 | 01/10/1967  | San Félix de Cantalice                                                                          | Javier Peñalosa       | Joel Kuri García                                 | Demetrio Llordén                       |                 |
| XIV   | 255 | 15/10/1967  | San Pío V                                                                                       | Javier Peñalosa       | Eduardo Martínez                                 | Demetrio Llordén                       |                 |
| XIV   | 256 | 01/11/1967  | Juana Weiss                                                                                     | Javier Peñalosa       | Joel Kuri García                                 | Demetrio Llordén                       |                 |
| XIV   | 257 | 15/11/1967  | El Padre Rupert Mayer                                                                           | Javier Peñalosa       | Eduardo Martínez                                 | Demetrio Llordén                       |                 |
| XV    | 258 | 01/12/1967  | El Padre Carlos Fissiaux                                                                        | Javier Peñalosa       | Eduardo Martínez                                 | Demetrio Llordén                       |                 |
| XV    | 259 | 15/12/1967  | S. S. Pío VII                                                                                   | Javier Peñalosa       | Joel Kuri García                                 | Miguel Fernández de Lara               |                 |
| XV    | 260 | 01/01/1968  | El Marqués de Comillas                                                                          | Javier Peñalosa       | Eduardo Martínez                                 | Demetrio Llordén                       |                 |
| XV    | 261 | 15/01/1968  | Rudi Vogt                                                                                       | Javier Peñalosa       | Joel Kuri García                                 | Demetrio Llordén                       |                 |
| XV    | 262 | 01/02/1968  | El Cardenal Lavigerie                                                                           | Javier Peñalosa       | Joel Kuri García                                 | Miguel Fernández de Lara               |                 |
| XV    | 263 | 15/02/1968  | San Patricio                                                                                    | Javier Peñalosa       | Eduardo Martínez                                 | Demetrio Llordén                       |                 |
| XV    | 264 | 01/03/1968  | Santa Lucía Filippini                                                                           | Javier Peñalosa       | Joel Kuri García                                 | Demetrio Llordén                       |                 |
| XV    | 265 | 15/03/1968  | Santa Pulcheria Augusta, Emperatriz de Bizancio                                                 | Javier Peñalosa       | Eduardo Martínez                                 | Demetrio Llordén                       |                 |
| XV    | 266 | 01/04/1968  | Los Misioneros del Napo                                                                         | Javier Peñalosa       | Joel Kuri García                                 | Miguel Fernández de Lara               |                 |
| XV    | 267 | 15/04/1968  | El Doctor Westermaier                                                                           | Javier Peñalosa       | Eduardo Martínez                                 | Demetrio Llordén                       |                 |
| XV    | 268 | 01/05/1968  | El Padre Manuel d'Alzon                                                                         | Javier Peñalosa       | Joel Kuri García                                 | Miguel Fernández de Lara               |                 |
| XV    | 269 | 15/05/1968  | Beata Imelda Lambertini                                                                         | Javier Peñalosa       | Eduardo Martínez                                 | Demetrio Llordén                       |                 |
| XV    | 270 | 01/06/1968  | El Padre Eusebio Kino                                                                           | Javier Peñalosa       | Joel Kuri García                                 | Miguel Fernández de Lara               |                 |
| XV    | 271 | 15/06/1968  | Maximiliano Kolbe, Mártir del Nazismo                                                           | Javier Peñalosa       | Eduardo Martínez                                 | Demetrio Llordén                       |                 |
| XV    | 272 | 01/07/1968  | Federico Ozanam                                                                                 | Javier Peñalosa       | Eduardo Martínez                                 | Demetrio Llordén                       |                 |
| XV    | 273 | 15/07/1968  | S. S. Juan XXIII                                                                                | María M. de Valdés    | Antonio Cardoso                                  |                                        | 2ª ed. N.º 61   |
| XV    | 274 | 01/08/1968  | Carlos de Foucauld                                                                              | Javier Peñalosa       | Delia Larios                                     | Demetrio Llordén                       |                 |
| XV    | 275 | 15/08/1968  | Sor María de Jesús, El Lirio de Puebla                                                          | Javier Peñalosa       | Manuel Calles                                    | Enrique Velázquez                      |                 |
| XV    | 276 | 01/09/1968  | Cardenal José Cardijn                                                                           | Javier Peñalosa       | Antonio Cardoso                                  | Pasco X. Santaella                     |                 |
| XV    | 277 | 15/09/1968  | Isabel Leseur                                                                                   | Javier Peñalosa       | Manuel Calles                                    | Demetrio Llordén                       |                 |
| XV    | 278 | 01/10/1968  | Matt Talbot                                                                                     | Javier Peñalosa       | Ignacio Romero                                   | Demetrio Llordén                       |                 |
| XV    | 279 | 15/10/1968  | San Gregorio Magno                                                                              | Javier Peñalosa       | Delia Larios                                     | Miguel Fernández de Lara               |                 |
| XV    | 280 | 01/11/1968  | El Padre O'Callaghan                                                                            | Javier Peñalosa       | Manuel Calles                                    | Demetrio Llordén                       |                 |
| XV    | 281 | 15/11/1968  | La Beata Ana María Taigi                                                                        | Javier Peñalosa       | Antonio Cardoso                                  | Miguel Fernández de Lara               |                 |
| XVI   | 282 | 01/12/1968  | Pierre Claude                                                                                   | Javier Peñalosa       | Manuel Calles                                    | Demetrio Llordén                       |                 |
| XVI   | 283 | 15/12/1968  | Sor María de Jesús Molina                                                                       | Javier Peñalosa       | Manuel Calles                                    | Miguel Fernández de Lara               |                 |
| XVI   | 284 | 01/01/1969  | Dr. Alexis Carrel                                                                               | Javier Peñalosa       | Manuel Calles                                    | Demetrio Llordén                       |                 |
| XVI   | 285 | 15/01/1969  | La Iglesia y la América Latina                                                                  | Javier Peñalosa       | Antonio Cardoso                                  | Enrique Velázquez                      |                 |
| XVI   | 286 | 01/02/1969  | María Adelaida de Cicé                                                                          | Javier Peñalosa       | Roberto Andrade                                  | Demetrio Llordén                       |                 |
| XVI   | 287 | 15/02/1969  | El Padre Luis Querbes                                                                           | Javier Peñalosa       | Manuel Calles                                    | Demetrio Llordén                       |                 |
| XVI   | 288 | 01/03/1969  | La Señora Armida                                                                                | Javier Peñalosa       | Antonio Cardoso                                  | Miguel Fernández de Lara               |                 |
| XVI   | 289 | 15/03/1969  | Daniel Brottier                                                                                 | Javier Peñalosa       | Manuel Calles                                    | Demetrio Llordén                       |                 |
| XVI   | 290 | 01/04/1969  | Doctrina Social de los Papas                                                                    | Javier Peñalosa       | Antonio Cardoso                                  | Demetrio Llordén                       |                 |
| XVI   | 291 | 15/04/1969  | La Beata Beatriz de Silva                                                                       | Javier Peñalosa       | Manuel Calles                                    | Miguel Fernández de Lara               |                 |
| XVI   | 292 | 01/05/1969  | El Cardenal Leger                                                                               | Javier Peñalosa       | Manuel Moro                                      | Demetrio Llordén                       |                 |
| XVI   | 293 | 15/05/1969  | Mariana Mazzola                                                                                 | Javier Peñalosa       | Antonio Cardoso                                  | Miguel Fernández de Lara               |                 |
| XVI   | 294 | 01/06/1969  | El Padre Luis José Lebret                                                                       | Javier Peñalosa       |                                                  | Miguel Fernández de Lara               |                 |
| XVI   | 295 | 15/06/1969  | La Madre María de San Ignacio                                                                   | Javier Peñalosa       | Ignacio Romero                                   | Miguel Fernández de Lara               |                 |
| XVI   | 296 | 01/07/1969  | El Cardenal Bea                                                                                 | Javier Peñalosa       | Antonio Cardoso                                  | Miguel Fernández de Lara               |                 |
| XVI   | 297 | 15/07/1969  | San Felipe de Jesús                                                                             | Javier Peñalosa       | María Isabel Camberos                            | Jorge Alfaro                           | 3ª ed. N.º 1    |
| XVI   | 298 | 01/08/1969  | El Doctor Takashi Nagai                                                                         |                       |                                                  |                                        |                 |
| XVI   | 299 | 15/08/1969  | San Ignacio de Loyola                                                                           | Javier Peñalosa       | María Isabel Camberos                            | Miguel Fernández de Lara               | 3ª ed. N.º 2    |
| XVI   | 300 | 01/09/1969  | Santa Rosa de Lima                                                                              |                       | María Isabel Camberos                            | Enrique Velázquez                      | 3ª ed. N.º 3    |
| XVI   | 301 | 15/09/1969  | San Antonio de Padua                                                                            | Javier Peñalosa       |                                                  | Enrique Velázquez                      | 3ª ed. N.º 7    |
| XVI   | 302 | 01/10/1969  | San Francisco de Asís                                                                           |                       | María Isabel Camberos                            | Miguel Fernández de Lara               | 3ª ed. N.º 4    |
| XVI   | 303 | 15/10/1969  | San Pablo                                                                                       |                       | María Isabel Camberos                            | Jorge Alfaro                           | 3ª ed. N.º 5    |
| XVI   | 304 | 01/11/1969  | San Luis Gonzaga                                                                                | Javier Peñalosa       | Xorge Chargoy                                    | Xorge Chargoy                          | 3ª ed. N.º 11   |
| XVI   | 305 | 15/11/1969  | Santa Cecilia                                                                                   | Javier Peñalosa       | Leopoldo Zea Salas                               | Rafael Barandiarán                     | 3ª ed. N.º 44   |
| XVII  | 306 | 01/12/1969  | Santa Teresa de Ávila                                                                           | Javier Peñalosa       | M. I. Camberos M. E. Lecuona                     | E. Velásquez M.                        | 2ª ed. N.º 110  |
| XVII  | 307 | 15/12/1969  | Beato Sebastián de Aparicio                                                                     | Manuel Alonso         | Raúl Alva                                        | Miguel Fernández de Lara               | 3ª ed. N.º 24   |
| XVII  | 308 | 01/01/1970  | Tres Papas Santos: San Clemente Romano San Marcelo San Silvestre                                | Javier Peñalosa       | Alfonso Tirado                                   | Demetrio Llordén                       | 2ª ed. N.º 152  |
| XVII  | 309 | 15/01/1970  | Santa Juana de Arco                                                                             | Javier Peñalosa       | Esperanza C. de Martínez Rafael Martínez Vergara | Miguel Fernández de Lara               | 2ª ed. N.º 9    |
| XVII  | 310 | 01/02/1970  | San Gerardo Mayela                                                                              | María Isabel Camberos | María Isabel Camberos                            | Demetrio Llordén                       | 3ª ed. N.º 27   |
| XVII  | 311 | 15/02/1970  | Santa Bernardita                                                                                | Javier Peñalosa       | Raúl Alva                                        | Miguel Fernández de Lara               | 3ª ed. N.º 47   |
| XVII  | 312 | 01/03/1970  | El Cardenal Ottaviani                                                                           | Javier Peñalosa       | Eduardo Martínez                                 | Miguel Fernández de Lara               |                 |
| XVII  | 313 | 15/03/1970  | El Padre Leisner                                                                                | Javier Peñalosa       | Pablo Marcos                                     | Miguel Fernández de Lara               |                 |
| XVII  | 314 | 06/04/1970  | El Padre Velázquez                                                                              | Javier Peñalosa       | Eduardo Martínez                                 | Miguel Fernández de Lara               |                 |
| XVII  | 315 | 20/04/1970  | Paul Claudel                                                                                    | Javier Peñalosa       | Luis Macharé                                     | Miguel Fernández de Lara               |                 |
| XVII  | 316 | 04/05/1970  | Frank Buchman                                                                                   | Javier Peñalosa       | Pablo Marcos                                     | Demetrio Llordén                       |                 |
| XVII  | 317 | 18/05/1970  | Don Sergio Méndez Arceo                                                                         | Bruno Olvera          | Víctor Cruz                                      | Jesús Magdaleno                        |                 |
| XVII  | 318 | 01/06/1970  | El Padre Guillermo Douarre                                                                      | Margarita Loreto      | Eduardo Martínez                                 | Miguel Fernández de Lara               |                 |
| XVII  | 319 | 15/06/1970  | Teilhard de Chardin                                                                             | Javier Peñalosa       | Luis Macharé                                     | Demetrio Llordén                       |                 |
| XVII  | 320 | 29/06/1970  | José Lo Pa Hong                                                                                 | Javier Peñalosa       | Eduardo Martínez                                 | Demetrio Llordén                       |                 |
| XVII  | 321 | 13/07/1970  | San Antonio María Claret                                                                        | Javier Peñalosa       |                                                  | Miguel Fernández de Lara               | 2ª ed. N.º 146  |
| XVII  | 322 | 27/07/1970  | El Padre Pedro Juan de Smet                                                                     | Javier Peñalosa       | Eduardo Martínez                                 | Miguel Fernández de Lara               |                 |
| XVII  | 323 | 10/08/1970  | Un Misionero en Peligro                                                                         | Javier Peñalosa       | Eduardo Martínez Carpinteyro                     | Miguel Fernández de Lara               |                 |
| XVII  | 324 | 07/09/1970  | Sor María Josefa Lina de la Stma. Trinidad                                                      |                       | Eduardo Martínez Carpinteyro                     | Miguel Fernández de Lara               |                 |
| XVII  | 325 | 21/09/1970  | Santo Domingo de Guzmán                                                                         | Manuel Alonso         | Xorge Chargoy                                    | Demetrio Llordén                       | 3ª ed. N.º 23   |
| XVII  | 326 | 05/10/1970  | El Padre Alberto Hurtado                                                                        | Javier Peñalosa       | Eduardo Martínez                                 | Demetrio Llordén                       |                 |
| XVII  | 327 | 19/10/1970  | San Martín de Porres                                                                            | Javier Peñalosa       | Alfonso Tirado                                   | Emilio Ángeles Rangel                  | 4ª ed. N.º 41   |
| XVII  | 328 | 02/11/1970  | El Padre Anchieta                                                                               | Javier Peñalosa       | Eduardo Martínez                                 | Demetrio Llordén                       |                 |
| XVII  | 329 | 16/11/1970  | André Frossard                                                                                  | Javier Peñalosa       | Gonzalo Mayo                                     | Demetrio Llordén                       |                 |
| XVIII | 330 | 30/11/1970  | Don Helder Cámara                                                                               | Javier Peñalosa       | Luis Macharé                                     | Enrique Velázquez                      |                 |
| XVIII | 331 | 14/12/1970  | La Madre Juana Chézard de Matel                                                                 | Javier Peñalosa       | Eduardo Martínez                                 | Demetrio Llordén                       |                 |
| XVIII | 332 | 28/12/1970  | Santiago Benigno Bossuet                                                                        | Javier Peñalosa       | Luis Macharé                                     | Demetrio Llordén                       |                 |
| XVIII | 333 | 11/01/1971  | León Harmel                                                                                     | Javier Peñalosa       | Luis Macharé                                     | Demetrio Llordén                       |                 |
| XVIII | 334 | 25/01/1971  | Thomas Merton                                                                                   | Javier Peñalosa       | Ignacio Romero                                   | Demetrio Llordén                       |                 |
| XVIII | 335 | 08/02/1971  | Edith Stein                                                                                     | Javier Peñalosa       | Pablo Marcos                                     | Pablo Marcos                           |                 |
| XVIII | 336 | 22/02/1971  | Ernesto Psicharí                                                                                | Javier Peñalosa       | Luis Macharé                                     | Demetrio Llordén                       |                 |
| XVIII | 337 | 15/03/1971  | San Isidro Labrador                                                                             | Manuel Alonso         |                                                  |                                        | 3ª ed. N.º 26   |
| XVIII | 338 | 22/03/1971  | Emmanuel Mounier                                                                                | Javier Peñalosa       | Pablo Marcos                                     | Demetrio Llordén                       |                 |
| XVIII | 339 | 05/04/1971  | Pierre Poyet                                                                                    | Javier Peñalosa       | Luis Macharé                                     | Demetrio Llordén                       |                 |
| XVIII | 340 | 19/04/1971  | El Santo Padre Cruz                                                                             | Javier Peñalosa       | José Luis Canensia                               | Demetrio Llordén                       |                 |
| XVIII | 341 | 03/05/1971  | Vincent Lebbe                                                                                   |                       |                                                  |                                        |                 |
| XVIII | 342 | 17/05/1971  | Douglas Hyde                                                                                    |                       | Luis Macharé                                     |                                        |                 |
| XVIII | 343 | 31/05/1971  | Aimé Duval                                                                                      |                       | Luis Macharé                                     |                                        |                 |
| XVIII | 344 | 20/06/1971  | El Padre José Mañanet                                                                           | Javier Peñalosa       | Ignacio Romero                                   | Enrique Velázquez                      |                 |
| XVIII | 345 | 04/07/1971  | San Basilio                                                                                     | Javier Peñalosa       | José Luis Canensia                               | Demetrio Llordén                       |                 |
| XVIII | 346 | 18/07/1971  | Edmund Campion                                                                                  | Javier Peñalosa       | Ignacio Romero                                   | Demetrio Llordén                       |                 |
| XVIII | 347 | 01/08/1971  | Kostka Wasel                                                                                    | Javier Peñalosa       | Ignacio Romero                                   | Demetrio Llordén                       |                 |
| XVIII | 348 | 15/08/1971  | El Padre Georges Pire                                                                           | Javier Peñalosa       | Luis Macharé                                     | Demetrio Llordén                       |                 |
| XVIII | 349 | 29/08/1971  | Anécdotas del Papa Juan XXIII                                                                   | Javier Peñalosa       | Luis Macharé                                     | Enrique Velázquez                      |                 |
| XVIII | 350 | 13/09/1971  | Doña Luz Casanova                                                                               | Javier Peñalosa       | Luis Macharé                                     | Demetrio Llordén                       |                 |
| XVIII | 351 | 27/09/1971  | Tres Teólogos Conciliares: Ives Congar Karl Rahner John Courtney Murray                         | Javier Peñalosa       | Luis Macharé                                     | Demetrio Llordén                       |                 |
| XVIII | 352 | 10/10/1971  | León Bloy                                                                                       | Javier Peñalosa       | José Luis Canensia                               | Demetrio Llordén                       |                 |
| XVIII | 353 | 24/10/1971  | Santa Brígida de Suecia                                                                         | Javier Peñalosa       | Luis Macharé                                     | Demetrio Llordén                       |                 |
| XIX   | 354 | 07/11/1971  | Vladimir Soloviev                                                                               | Javier Peñalosa       | Luis Macharé                                     | Demetrio Llordén                       |                 |
| XIX   | 355 | 21/11/1971  | San Serafín de Montegranaro                                                                     |                       |                                                  |                                        |                 |
| XIX   | 356 | 06/12/1971  | Los Mártires de Uganda: San Carlos Lwanga                                                       | Javier Peñalosa       | Alfonso Tirado                                   |                                        | 3ª ed. N.º 82   |
| XIX   | 357 | 20/12/1971  | San Eustaquio                                                                                   | Javier Peñalosa       | Ramón Alonso                                     |                                        | 3ª ed. N.º 80   |
| XIX   | 358 | 03/01/1972  | San Fernando, Rey de España                                                                     | Javier Peñalosa       | Alfonso Tirado                                   |                                        | 2ª ed. N.º 194  |
| XIX   | 359 | 17/01/1972  | Santa Isabel, Reina de Portugal                                                                 | Javier Peñalosa       | Alfonso Tirado                                   |                                        | 2ª ed. N.º 206  |
| XIX   | 360 | 31/01/1972  | San Juan de Brito                                                                               | Javier Peñalosa       | Ramón Alonso                                     |                                        | 3ª ed. N.º 86   |
| XIX   | 361 | 14/02/1972  | San Efrén                                                                                       | Javier Peñalosa       |                                                  |                                        | 2ª ed. N.º 215  |
| XIX   | 362 | 28/02/1972  | Santa Catalina                                                                                  | Javier Peñalosa       | Alfonso Tirado                                   |                                        | 2ª ed. N.º 216  |
| XIX   | 363 | 13/03/1972  | Santa Gema Galgani                                                                              | Javier Peñalosa       | Alfonso Tirado                                   |                                        | 2ª ed. N.º 229  |
| XIX   | 364 | 27/03/1972  | San José Cafasso                                                                                | Javier Peñalosa       | Alfonso Tirado                                   |                                        | 2ª ed. N.º 231  |

### Serie "Episodios Bíblicos"
| Año | N.º | Publicación | Título | Adaptación literaria | Realización artística  | Portada/Contraportada |
| --- | --- | ----------- | --- | -------------------- | ---------------------- | --------------------- |
| XIX | 365 | 10/04/1972  | En el principio…                                                                                          | Javier Peñalosa      | Edmundo López          |                       |
| XIX | 366 | 24/04/1972  | El Primer Homicidio                                                                                       | Javier Peñalosa      | Edmundo López          |                       |
| XIX | 367 | 08/05/1972  | ¡Diluvio!                                                                                                 | Javier Peñalosa      | Edmundo López          |                       |
| XIX | 368 | 22/05/1972  | La Torre de Babel                                                                                         | Javier Peñalosa      | Edmundo López          |                       |
| XIX | 369 | 05/06/1972  | El Faraón se enamora de Sara                                                                              | Javier Peñalosa      | Edmundo López          |                       |
| XIX | 370 | 19/06/1972  | Sara espera un Hijo                                                                                       | Javier Peñalosa      | Edmundo López          |                       |
| XIX | 371 | 03/07/1972  | Sodoma y Gomorra                                                                                          | Javier Peñalosa      | Edmundo López          |                       |
| XIX | 372 | 17/07/1972  | Un padre a punto de matar a su hijo                                                                       | Javier Peñalosa      | Edmundo López          |                       |
| XIX | 373 | 31/07/1972  | La muerte de Abraham                                                                                      | Javier Peñalosa      | Edmundo López          |                       |
| XIX | 374 | 14/08/1972  | Jacob engaña a su padre                                                                                   |                      |                        |                       |
| XIX | 375 | 28/08/1972  | Las aventuras de Jacob                                                                                    | Javier Peñalosa      | Edmundo López          |                       |
| XIX | 376 | 11/09/1972  | El hombre que luchó con un Ángel                                                                          | Javier Peñalosa      | Edmundo López          |                       |
| XIX | 377 | 25/09/1972  | José en Egipto                                                                                            |                      |                        |                       |
| XX  | 378 | 09/10/1972  | José, primer lector de sueños                                                                             |                      | Danilo Sevilla         |                       |
| XX  | 379 | 23/10/1972  | El triunfo de José                                                                                        |                      |                        |                       |
| XX  | 380 | 06/11/1972  | Los padres de los padres de nuestros padres                                                               |                      | Danilo Sevilla         |                       |
| XX  | 381 | 20/11/1972  | Un niño flota en el Nilo                                                                                  |                      | Danilo Sevilla         |                       |
| XX  | 382 | 04/12/1972  | Moisés, el gran mago del pueblo                                                                           |                      |                        |                       |
| XX  | 383 | 18/12/1972  | Fuego y muerte sobre Egipto                                                                               |                      | Danilo Sevilla         |                       |
| XX  | 384 | 01/01/1973  | Muerte de los primogénitos                                                                                |                      | Romero                 |                       |
| XX  | 385 | 15/01/1973  | Hambre en el desierto                                                                                     |                      | Danilo Sevilla         |                       |
| XX  | 386 | 29/01/1973  | La montaña de fuego                                                                                       |                      | Romero                 |                       |
| XX  | 387 | 12/02/1973  | La bella cortesana                                                                                        |                      |                        |                       |
| XX  | 388 | 26/02/1973  | Rut moabita                                                                                               |                      |                        |                       |
| XX  | 389 | 12/03/1973  | La vida íntima del Rey David                                                                              |                      | Romero                 |                       |
| XX  | 390 | 26/03/1973  | La reina traidora                                                                                         |                      | Romero                 |                       |
| XX  | 391 | 09/04/1973  | Tobías, el octavo esposo                                                                                  |                      | Romero                 |                       |
| XX  | 392 | 23/04/1973  | La cabeza ensangrentada                                                                                   |                      | Romero                 |                       |
| XX  | 393 | 07/05/1973  | La espada exterminadora                                                                                   |                      | Romero                 |                       |
| XX  | 394 | 21/05/1973  | El acertijo y la muerte                                                                                   |                      |                        |                       |
| XX  | 395 | 04/06/1973  | La hermana vengada                                                                                        |                      |                        |                       |
| XX  | 396 | 18/06/1973  | La madre falsa                                                                                            |                      |                        |                       |
| XX  | 397 | 02/07/1973  | Tres historias de muerte: Abimelec, El Gran Fratricida El Sacrificio de la Hija El Rapto de las Doncellas |                      |                        |                       |
| XX  | 398 | 16/07/1973  | Cuando los sueños gobernaban a los reyes                                                                  |                      |                        |                       |
| XX  | 399 | 30/07/1973  | Dos joyas antiguas: La Mano Misteriosa El Foso de los Leones                                              |                      |                        |                       |
| XX  | 400 | 13/08/1973  | Un corazón contra el gigante                                                                              |                      |                        |                       |
| XX  | 401 | 27/08/1973  | Las culpas del rey Salomón                                                                                |                      |                        |                       |
| XX  | 402 | 10/09/1973  | El vidente y las asnas                                                                                    |                      |                        |                       |
| XX  | 403 | 24/09/1973  | Dolor y muerte sobre Israel                                                                               |                      | Santillán y Ruiz       |                       |
| XX  | 404 | 08/10/1973  | La gran sequía                                                                                            |                      | Macharé                |                       |
| XX  | 405 | 22/10/1973  | Sangre para los perros                                                                                    |                      |                        |                       |
| XX  | 406 | 05/11/1973  | Tres grandes prodigios                                                                                    |                      |                        |                       |
| XX  | 407 | 19/11/1973  | La fiesta de la venganza                                                                                  |                      |                        |                       |
| XXI | 408 | 03/12/1973  | La mujer que pronunciaba palabras divinas                                                                 |                      | Fausto Buendía Morales |                       |
| XXI | 409 | 17/12/1973  | Los castigos malditos                                                                                     |                      |                        |                       |
| XXI | 410 | 31/12/1973  | La humillación vengada                                                                                    |                      |                        |                       |
| XXI | 411 | 14/01/1974  | Esther, o la belleza contra la muerte                                                                     |                      | Durón                  |                       |
| XXI | 412 | 28/01/1974  | El rostro prohibido                                                                                       |                      | Durón                  |                       |
| XXI | 413 | 11/02/1974  | La mordedura del hambre                                                                                   |                      |                        |                       |
| XXI | 414 | 25/02/1974  | Setenta cabezas humanas ruedan a los pies de un rey                                                       |                      |                        |                       |
| XXI | 415 | 11/03/1974  | Yo os azotaré con escorpiones                                                                             |                      | Fausto Buendía Morales |                       |
| XXI | 416 | 25/03/1974  | El brazo invisible                                                                                        |                      | Petronio               |                       |

### Números Extraordinarios
| Año   | N.º | Publicación | Título                            | Adaptación literaria | Realización artística                       | Portada/Contraportada | Reediciones    |
| ----- | --- | ----------- | --------------------------------- | -------------------- | ------------------------------------------- | --------------------- | -------------- |
| IV    | E1  | 01/04/1958  | Jesús de Nazaret                  | Javier Peñalosa      | Xorge Chargoy                               |                       | E5, E13        |
| V     | E2  | 01/03/1959  | Moisés y los Diez Mandamientos    |                      |                                             |                       |                |
| VI    | E3  | 01/10/1959  | S. S. Pío XII                     | María M. de Valdés   | Antonio Cardoso Raúl Alva                   | Jesús Raúl Alexander  |                |
| VII   | E4  | 01/12/1960  | Nuestra Señora de Guadalupe       | Javier Peñalosa      | Felipe Nevárez                              | E. Velásquez M.       |                |
| VIII  | E5  | 01/04/1962  | Jesús de Nazaret                  | Javier Peñalosa      | Xorge Chargoy                               |                       | 2.ª ed. N.º E1 |
| IX    | E6  | 15/11/1962  | San Martín de Porres              | Javier Peñalosa      | Alfonso Tirado                              | E. Velásquez M.       | 3ª ed. N.º 41  |
| IX    | E7  | 01/12/1962  | Nuestra Señora de Guadalupe       | Javier Peñalosa      | Felipe Nevárez                              | E. Velásquez M.       | 2.ª ed. N.º E4 |
| XI    | E8  | 01/04/1964  | El Papa Visita Tierra Santa       | Javier Peñalosa      | Delia Larios Alfonso Tirado Antonio Cardoso | E. Velásquez M.       |                |
| XIII  | E9  | 15/04/1966  | Historia del Concilio Vaticano II | Javier Peñalosa      | Antonio Cardoso                             | Demetrio Llordén      |                |
| XV    | E10 | 15/08/1968  | Los Congresos Eucarísticos        | Javier Peñalosa      | Antonio Cardoso                             | Enrique Velázquez     |                |
| XVI   | E11 | 15/11/1968  | Paulo VI en América               |                      | Antonio Cardoso                             | Demetrio Llordén      |                |
| XVIII | E12 | 01/12/1970  | Nuestra Señora de Guadalupe       | Javier Peñalosa      | Felipe Nevárez                              | E. Velásquez M.       | 3ª ed. N.º E4  |
| XVIII | E13 | 15/04/1972  | Jesús de Nazaret                  | Javier Peñalosa      | Xorge Chargoy                               |                       | 3ª ed. N.º E1  |
|       | E14 | 10/12/1981  | Juan Pablo II                     |                      |                                             |                       |                |